# 1000 Forms of Fear
| Совокупная оценка | Совокупная оценка |
| Источник          | Оценка            |
| ----------------- | ----------------- |
| Metacritic        | 76/100            |
| Оценки критиков   |                   |
| Источник          | Оценка            |
| AllMusic          | [ 2 ]             |
| The A.V. Club     | C                 |
| Drowned in Sound  | [ 4 ]             |
| The Guardian      | [ 5 ]             |
| The Independent   | [ 6 ]             |
| MusicOMH          | [ 7 ]             |
| PopMatters        | [ 8 ]             |
| Rolling Stone     | [ 9 ]             |
| Slant Magazine    | [ 10 ]            |
| Spin              | 8/10              |

1000 Forms of Fear — шестой студийный альбом австралийской певицы и автора-исполнителя Сии Ферлер, выпущенный 4 июля 2014 года на лейблах Monkey Puzzle Records, RCA Records. Продюсерами стали Грег Карстин, Дипло и Джесси Шаткин. Диск сразу возглавил хит-парады США (Billboard 200), Австралии и Канады.
Лид-сингл «Chandelier» получил 4 номинации Грэмми в категориях Лучшая песня года, Лучшая запись года, Лучшее сольное поп-исполнение и Лучшее видео на 57-й церемонии Грэмми.

## История
13 сентября 2013 года Сия Ферлер анонсировала окончание записи шестого альбома вместе с продюсером Грегом Карстином.
Одна из песен шестого альбома Ферлер («Elastic Heart») впервые появилась ещё в 2013 году, когда вошла в саундтрек The Hunger Games: Catching Fire Official Motion Picture Soundtrack к фильму Френсиса Лоуренса «Голодные игры: И вспыхнет пламя».
Первый официальный сингл с альбома был издан в цифровом формате 17 марта 2014 года. 6 мая вышел видеоклип песни «Chandelier» с участием танцующей маленькой девочки в белом парике. Клип стал настоящей сенсацией, а сингл имел успех. 18 апреля 2014 года было объявлено, что название нового альбома Ферлер будет 1000 Forms of Fear. 14 мая 2014 Ферлер представила обложку нового диска и его трек-лист и назвала дату релиза (8 июля).
19 мая 2014 года лид-сингл «Chandelier», и сопровождающий его видеоклип были воссозданы во время живого представления песни на телешоу The Ellen DeGeneres Show с участием в главной роли 11-летней актрисы, танцора и телеперсоны Мэдди Зиглер, танцующей перед аудиторией, и Ферлер, поющей и стоящей лицом к стене.
Альбом вышел 4 июля 2014 года на лейблах Monkey Puzzle Records и RCA Records. В первую же неделю релиза диск занял первое место в хит-параде США Billboard 200 с тиражом в 45 000 копий в США.
К декабрю 2015 тираж 1000 Forms of Fear составил 374,000 копий в США по данным Nielsen SoundScan.
В Австралии диск дебютировал на первом месте чарта ARIA Albums Chart 20 июля 2014 года и оставался в чарте 20 недель. В апреле 2015 альбом был сертифицирован в платиновом статусе Australian Recording Industry Association за тираж более 70,000 копий
1000 Forms of Fear получил в целом положительные отзывы музыкальных критиков и интернет-изданий, например от таких как Metacritic, AllMusic, Drowned in Sound, The Guardian, The Independent, MusicOMH, PopMatters, Rolling Stone, Slant Magazine, Spin, The A.V. Club, AnyDecentMusic?, Pop Appraisal.

## Список композиций
| №                   | Название                 | Автор(ы)                           | Продюсеры                  | Длительность |
| ------------------- | ------------------------ | ---------------------------------- | -------------------------- | ------------ |
| 1.                  | «Chandelier»             | Sia Furler Jesse Shatkin           | Greg Kurstin Jesse Shatkin | 3:37         |
| 2.                  | «Big Girls Cry»          | Furler Chris Braide                | Kurstin                    | 3:32         |
| 3.                  | «Burn the Pages»         | Furler Greg Kurstin                | Kurstin                    | 3:16         |
| 4.                  | «Eye of the Needle»      | Furler Braide                      | Kurstin                    | 4:10         |
| 5.                  | «Hostage»                | Furler Nick Valensi                | Kurstin                    | 2:56         |
| 6.                  | «Straight for the Knife» | Furler Justin Parker               | Kurstin                    | 3:32         |
| 7.                  | «Fair Game»              | Furler Kurstin                     | Kurstin                    | 3:52         |
| 8.                  | «Elastic Heart»          | Furler Thomas Pentz Andrew Swanson | Diplo Kurstin              | 4:18         |
| 9.                  | «Free the Animal»        | Furler Kurstin Jasper Leak         | Kurstin                    | 4:25         |
| 10.                 | «Fire Meet Gasoline»     | Furler Kurstin Sam Dixon           | Kurstin                    | 4:02         |
| 11.                 | «Cellophane»             | Furler Kurstin                     | Kurstin                    | 4:26         |
| 12.                 | «Dressed in Black»       | Furler Kurstin Grant Michaels      | Kurstin                    | 6:41         |
| Общая длительность: | Общая длительность:      | Общая длительность:                | Общая длительность:        | 48:41        |

## Чарты

### Альбом
| Чарт (2014-15)                      | Высшая позиция |
| ----------------------------------- | -------------- |
| Австралия (ARIA)                    | 1              |
| Австрия (Ö3 Austria)                | 19             |
| Бельгия/Фландрия (Ultratop)         | 34             |
| Бельгия/Валлония (Ultratop)         | 10             |
| Канада (Canadian Albums Chart)      | 1              |
| Дания (Hitlisten)                   | 5              |
| Нидерланды (Album Top 100)          | 22             |
| Финляндия (Suomen virallinen lista) | 9              |
| Франция (SNEP)                      | 7              |
| Германия (Offizielle Top 100)       | 30             |
| Irish Albums (IRMA)                 | 6              |
| Italian Albums (FIMI)               | 33             |
| Japanese Albums (Oricon)            | 55             |
| Mexican Albums (AMPROFON)           | 48             |
| Новая Зеландия (RMNZ)               | 4              |
| Норвегия (VG-lista)                 | 2              |
| Польша (ZPAV)                       | 7              |
| Испания (PROMUSICAE)                | 30             |
| Швеция (Sverigetopplistan)          | 4              |
| Швейцария (Schweizer Hitparade)     | 4              |
| Великобритания (UK Albums Chart)    | 5              |
| США (Billboard 200)                 | 1              |

## Сертификации и продажи
| Регион | Сертификация  | Продажи   |
| --- | ------------- | --------- |
| Австралия (ARIA) | Платиновый    | 70 000^   |
| Бразилия (ABPD) | 3× Платиновый | 120 000   |
| Канада (Music Canada) | Золотой       | 40 000^   |
| Дания (IFPI Danmark) | 2× Платиновый | 40 000    |
| Франция (SNEP) | Платиновый    | 100 000*  |
| Германия (BVMI) | Золотой       | 100 000   |
| Италия (FIMI) | Золотой       | 25 000    |
| Мексика (AMPROFON) | 2× Платиновый | 120 000   |
| Польша (ZPAV) | Бриллиантовый | 100 000   |
| Сингапур (RIAS) | Золотой       | 5000*     |
| Швеция (GLF) | Платиновый    | 40 000    |
| Великобритания (BPI) | Платиновый    | 300 000   |
| США (RIAA) | 2× Платиновый | 2 000 000 |
| * Данные о продажах приведены только на основе сертификации. · ^ Данные о тиражах приведены только на основе сертификации. · Данные о продажах + прослушиваниях приведены только на основе сертификации. |               |           |

## Даты выхода
| Страна         | Дата        | Формат                 | Лейбл                             | Ссылка |
| -------------- | ----------- | ---------------------- | --------------------------------- | ------ |
| Австралия      | 4 июля 2014 | CD Digital download LP | Monkey Puzzle Records RCA Records | [ 61 ] |
| Великобритания | 6 июля 2014 | CD Digital download LP | Monkey Puzzle Records RCA Records | [ 62 ] |
| США            | 8 июля 2014 | CD Digital download LP | Monkey Puzzle Records RCA Records | [ 63 ] |